# Gądecz
Gądecz – wieś sołecka w Polsce, położona w województwie kujawsko-pomorskim, w powiecie bydgoskim, w gminie Dobrcz.

## Podział administracyjny
W latach 1975–1998 miejscowość administracyjnie należała do województwa bydgoskiego.

## Demografia
Według danych Urzędu Gminy Dobrcz (31 grudnia 2023 r.) miejscowość liczyła 255 mieszkańców.

## Zabytki
Według rejestru zabytków NID na listę zabytków wpisany jest zespół dworski z 4 ćw. XIX w., nr rej.: A/1078/1-2 z 12.12.1994: dwór i park z grotą „Bajka”.

## Pomniki przyrody
Obecnie w parku dworskim znajduje się kilka pomników przyrody ożywionej. W 2011 roku zniesiono ochronę topoli czarnej. 
| Nr | Nazwa               | Sztuk | Obwód       |
| 1. | Dąb szypułkowy      | 2     | 279, 344 cm |
| 2. | Żywotnik zachodni   | 1     | 175 cm      |
| 3. | Jesion wyniosły     | 1     | 446 cm      |
| 4. | Miłorząb dwuklapowy | 1     | 240 cm      |
| 5. | Platan klonolistny  | 2     | 279, 344 cm |

Na zboczu Doliny Dolnej Wisły pomiędzy wsią a Strzelcami Dolnymi zlokalizowana jest Jaskinia Bajka, uznana za pomnik przyrody nieożywionej.